# ۱۳۳۴ (میلادی)
۱۳۳۴ (میلادی) هزار و سیصد و سی و چهارمین سال تقویم میلادی است.

## درگذشتگان
- ۴ دسامبر – ژان بیست‌ودوم، کشیش فرانسوی (ز. ۱۲۴۹)